# Конди (приток Пенинги)
Конди — река в России, протекает по Муезерскому району Карелии.

## Общие сведения
Исток — озеро Конди. Протекает через озёра Аланиярви и Пертиярви. Устье реки находится в 19 км по правому берегу Пенинги. Длина реки составляет 15 км.

## Данные водного реестра
По данным государственного водного реестра России относится к Балтийскому бассейновому округу, водохозяйственный участок реки — Реки Карелии бассейна Балтийского моря на границе РФ с Финляндией, включая озеро Лексозеро. Относится к речному бассейну реки Реки Карелии бассейна Балтийского моря.
Код объекта в государственном водном реестре — 01050000112102000010198.

## Фотографии

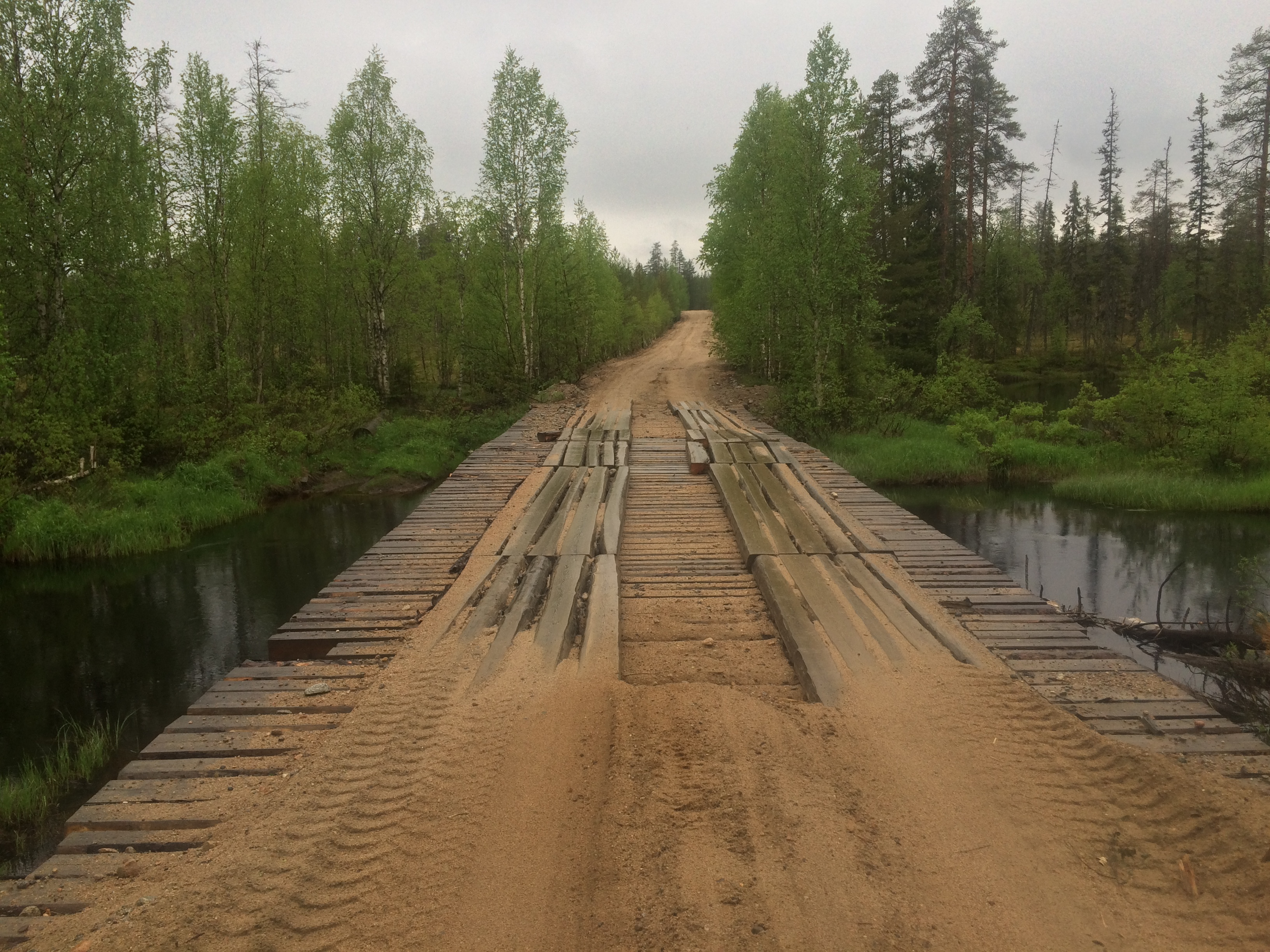
Автомобильный мост

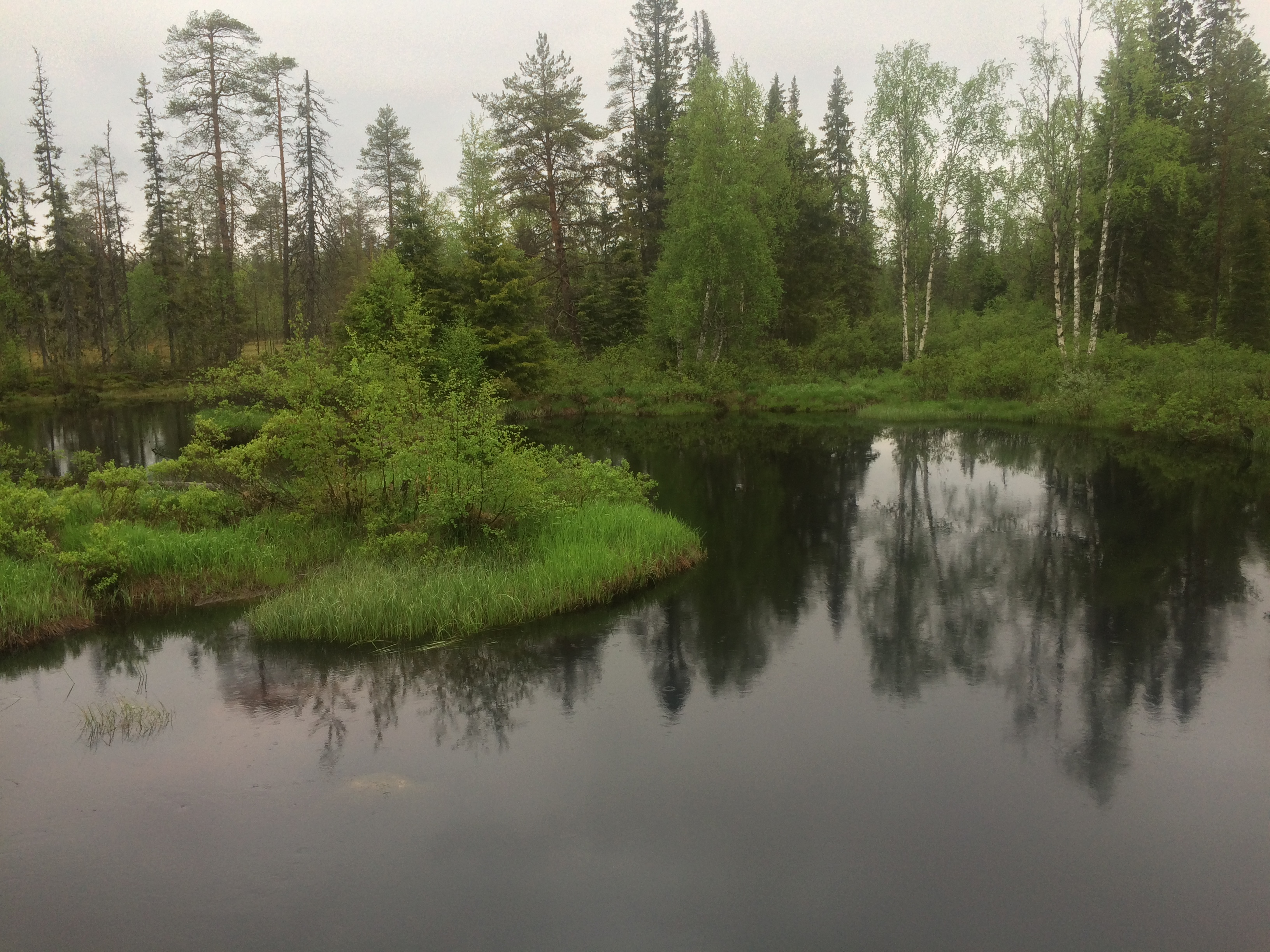
Вид против течения